# 约翰·卡萨达
约翰·卡萨达（John D. Kasarda），美国学者。其擅長全球经营战略、航空和经济发展。其在2000年提出航空城（Aerotropolies）的概念，成為一種新的概念。并出了《航空大都市-我们未来的生活方式》來解釋他的概念。